# Rivière Lessard (rivière Franquelin Branche Ouest)
Pour les articles homonymes, voir Lessard.
La rivière Lessard est un affluent de la rivière Franquelin Branche Ouest, coulant dans le territoire non organisé de Rivière-aux-Outardes, dans la municipalité régionale de comté (MRC) de Manicouagan, dans la région administrative de la Côte-Nord, dans la province de Québec, au Canada.
La sylviculture s'avère l'activité économique principale de cette vallée; les activités récréotouristiques, en second.
La surface de la rivière Lessard est habituellement gelée du début de novembre à la fin avril, sauf les zones de rapides; toutefois la circulation sécuritaire sur la glace se fait généralement de la fin novembre au début d'avril.[réf. nécessaire]

## Géographie
La rivière Lessard tire sa source d'un petit lac (longueur: 0,4 km; altitude: 176 m) situé dans le territoire non organisé de Rivière-aux-Outardes. Cette embouchure est située à:
- 7,7 km au nord-ouest du centre du village de Franquelin;
- 5,4 km au sud-ouest de l'embouchure de la rivière Franquelin Branche Ouest[2].

À partir de sa source, la rivière Lessard coule sur 5,8 km avec une dénivellation de 76 m, surtout en zone forestière, selon les segments suivants:
- 1,2 km vers le nord en traversant le lac Castonguay (longueur: 1,0 km; altitude: 164 m), jusqu'à son embouchure;
- 1,0 km vers le nord en traversant sur 0,3 km le Lac Bezeau (longueur: 0,5 km; altitude: 155 m), jusqu'à son embouchure;
- 1,3 km vers l'est en formant une boucle vers le nord, jusqu'à la décharge (venant du sud) du lac Lessard;
- 2,3 km vers l'est relativement en ligne droite, en recueillant un ruisseau (venant du nord-ouest), jusqu’à son embouchure[2].

La rivière Lessard se déverse sur la rive sud-ouest de la rivière Franquelin Branche Ouest. Cette confluence est située au sud-est du Lac à l'Oignon, soit à:
- 2,4 km à l'ouest de l'embouchure de la rivière Franquelin Branche Ouest;
- 8,8 km au nord de l'embouchure de la rivière Franquelin;
- 20,6 km à l'ouest du centre du village de Godbout;
- 34,2 km au nord-est du centre-ville de Baie-Comeau[2].

À partir de l’embouchure de la rivière Lessard, le courant descend sur 4,3 km le cours de la rivière Franquelin Branche Ouest, puis sur 19,0 km le cours de la rivière Franquelin jusqu'à la rive nord de l’estuaire du Saint-Laurent.

## Toponymie
Le terme "Lessard" s'avère un patronyme de famille d'origine française.
Le toponyme « rivière Lessard » a été officialisé le 5 décembre 1968 à la Banque des noms de lieux de la Commission de toponymie du Québec.